# Geometry of Love
 (juin 2018).
Si vous disposez d'ouvrages ou d'articles de référence ou si vous connaissez des sites web de qualité traitant du thème abordé ici, merci de compléter l'article en donnant les références utiles à sa vérifiabilité et en les liant à la section « Notes et références ».
Albums de Jean-Michel Jarre
Sessions 2000
(2002) AERO
(2004)
Geometry of Love est un album du compositeur et interprète français de musique électronique Jean-Michel Jarre, sorti en édition digipack en septembre 2003.
Inspiré par sa muse d'alors, Isabelle Adjani, il compose 8 morceaux produits avec la collaboration de Francis Rimbert pour le VIP Room, une discothèque française.

## Présentation
Cet album a plus en commun avec le précédent, Sessions 2000, que les sorties passées, mais le style est encore plus orienté electronica que jazz. La musique devait être de la musique lounge, jouée en arrière-plan ou dans la zone de détente d'un club. L'album a été commandé par Jean-Roch, en tant que bande-son pour sa discothèque VIP Room à Paris. 
Le CD devait initialement sortir à seulement 2 000 exemplaires. Il sera, cependant, disponible, plus tard, de façon générale et commerciale sur le label Warner Music,. Actuellement épuisé en support physique, l'album reste toujours disponible en téléchargement numérique[réf. nécessaire].
Le titre Velvet Road est une reprise de la composition inédite Children of Space créée par Jean-Michel Jarre pour le concert Rendez-Vous dans l'Espace à Okinawa, en janvier 2001.
Certains des sons de Geometry of Love sont utilisés, plus tôt, sur Interior music, sorti en 2001. Plusieurs morceaux de l'album sont inclus dans la compilation de 2006, Sublime Mix.
La pochette du disque représente une partie intime, pixelisée, d'Isabelle Adjani avec qui l'artiste a une relation à cette époque.

## Liste des titres
Toutes les chansons sont écrites et composées par Jean-Michel Jarre.
| 1.    | Pleasure Principle       | 6:15 |
| 2.    | Geometry of Love, Part 1 | 3:51 |
| 3.    | Soul Intrusion           | 4:45 |
| 4.    | Electric Flesh           | 6:01 |
| 5.    | Skin Paradox             | 6:17 |
| 6.    | Velvet Road              | 5:55 |
| 7.    | Near Djaina              | 5:02 |
| 8.    | Geometry of Love, Part 2 | 4:07 |
| 42:13 |                          |      |

## Matériel
- Roland XP-80
- Eminent 310U
- ARP 2600
- Minimoog
- Korg KARMA
- Novation Digital Music Systems Supernova II
- microKORG
- Roland JP-8000
- Korg Mini Pops 7
- Digisequencer
- E-mu Systems XL7
- Roland HandSonic
- EMS Synthi AKS
- EMS VCS 3
- RMI Harmonic Synthesizer
- Pro Tools